# Heinrich Eduard Josef von Lannoy
Heinrich Eduard Josef von Lannoy (Brussel·les, Bèlgica, 1787 - Viena, Àustria, 1853) fou un noble belga, literat i compositor de música.
Es donà conèixer com a literat i com a músic i fou director del Conservatori de Viena.
Entre les seves composicions hi figuren diverses òperes, melodrames, obertures i interludis, que foren executats en teatres de Viena i d'Alemanya; una cantata, diverses simfonies, entre elles la gran simfonia en mi major, sonates, rondós, etc.